# Spjutnemertin
Spjutnemertin (Oxypolia beaumontiana) är en djurart som tillhör fylumet slemmaskar, och som beskrevs av Punnett 1901. Enligt Catalogue of Life ingår Spjutnemertin i släktet Oxypolia och familjen Cerebratulidae, men enligt Dyntaxa är tillhörigheten istället släktet Oxypolia, och ordningen Heteronemertea. Arten är reproducerande i Sverige. Inga underarter finns listade i Catalogue of Life.